# René Ravenel
Pour les articles homonymes, voir Ravenel.
René Ravenel, sieur de la Houtte (ou Haute) Masseais (25 septembre 1656 à Vitré - 1687) était un protestant français et un des premiers émigrés américains. Il est à l'origine des Ravenel des États-Unis.

## Famille
Les Ravenel sont originaires de Vitré. Il s'agit d'une famille de marchand associés à la Confrérie des Marchands d'Outre-Mer. 

## Biographie
Il est le fils de Daniel Ravenel, sieur de Cohigné et de Marie Guérineau. Il est l'époux de Charlotte de Saint Julien, épousé le 24 octobre 1687 à Pompion Hill Plantation, au comté de Berkeley dans la Caroline du Sud. Il a fui les pressions exercées sur les protestants en France après la révocation de l'édit de Nantes.
Des membres de trois familles vitréennes s'installèrent en Caroline du Sud : Pierre de Saint Julien, sieur de Malacare et son frère Louis de Saint Julien, son beau-frère René Ravenel, et Samuel du Bourdieu, écuyer, sieur du Heullet, de la Gaulayrie (en Pocé), et de la Bachulaye, arrive en Amérique en 1686. René Ravenel est passé par la Hollande, puis l'Angleterre avant d'arriver en Caroline du Sud.

## Postérité
Le couple a 5 enfants : 
- Marie Amey, née vers 1691, qui s’est mariée avec Paul de Saint Julien,
- René Louis, né vers 1688, 
  - Henry (1729-1785), propriétaire de la Plantation Hanover
    - Henry (1751-1823),
    - René (1762-1822), 
      - Henry (1790-1867), physicien et propriétaire de la Plantation Pooshee
        - Henry William (1814-1887)
        - Thomas Porcher (1824-1898)

    - Paul de St. Julien Ravenel (1765-1820),
    - Stephen (1770-1818), secrétaire d'État de la Caroline du Sud de 1795 à 1799.
    - Daniel James, secrétaire d'État de la Caroline du Sud

  - Suzanne
  - Daniel
- Jeanne Charlotte, née vers 1690,
- Paul Francis, né vers 1692
- Daniel, né en 1692, lequel s’est marié avec Damaris Elizabeth de Saint Julien, née le 17 décembre 1690 et décédée vers 1775. 
  - Daniel est né le 4 mai 1732 en Caroline du Sud, vraisemblablement dans le Comté de Charleston. Il s’est marié en janvier 1757 avec Sarah de Saint Julien, née vers 1735 et décédée en novembre 1757.
  - Anne
  - Elisabeth-Jeanne
  - Damaris Elisabeth
  - Marie
  - Charlotte

Les Ravenel sont une des familles à l'origine de l'Église huguenote de Charleston.

## Généalogie
En généalogie, il est souvent désigné comme l'« émigré » pour le distinguer de ses descendants qui ont été également nommés René Ravenel.
Ses descendants célèbres sont par exemple :
- Arthur Ravenel, Jr. et Thomas Ravenel, hommes politiques,
- Henry William Ravenel, botaniste,
- St. Julien Ravenel, chimiste et physicien.

Cette famille laisse aussi son nom dans plusieurs monuments aux États-Unis comme le Arthur Ravenel Jr. Bridge. Une commune est nommée Ravenel et se situe dans le Comté de Charleston, proche de Pompion Hill Plantation.
Beaucoup de leurs descendants ont joué un rôle important dans l'histoire de la paroisse de St. Andrew’s[Laquelle ?]. La famille Ravenel a été impliqué dans le développement de Carolina Terrace, Lenevar (Ravenel à l'envers), West Oak Forest, et de nombreuses propriétés. Aujourd'hui, il y a encore beaucoup d'influences de la famille Ravenel sur cette communauté, dont le Cooper River Bridge, du nom de Arthur Ravenel, Jr..